# 排出器官
排出器官（はいしゅつきかん, excretory organ）、あるいは排出器とは、広く動物において体内の水分や老廃物をくみ出して体外へ放出する役割を担う器官である。ヒトでは腎臓がこれに当たる。

## 概説
動物は常に体内から不純物や老廃物を出し、また浸透圧調節のために水分を放出するものも多い。そのような働きを排出、あるいは排泄と言う。たとえばヒトの排泄には主なものに大便と小便があるが、この二つは内容的にはかなり異なるものである。大便は食物の消化吸収した残渣を主成分としており、これに対して小便は血液中の不要な水分やその他の成分を抽出したものである。実際には大便にも体内からの分泌物が含まれるため、このような区別は厳密なものではない。また、動物によってはこれらは同一の出口から放出される場合も多く、そのような穴は総排出腔と呼ばれる。その場合は両者混然と放出される。
しかし、その過程を見ると、大便は消化管から放出されるのに対して、小便は血液からそれらをくみ出す仕組みによって作られる。このための器官が排出器である。例えばヒトを含む脊椎動物のそれは腎臓である。それ以外の動物（無脊椎動物）では腎管などがあり、それらは互いにある程度の相同性があると考えられている。それらは体腔に口を開くため、往々に体腔器と呼ばれる。また、体節制を持つものでは体節ごとに存在する例が多く、体節器と呼ばれる場合もある。また、脊椎動物のものは泌尿器系と呼ばれる。
その他、各分類群に独自な類似の機能を持つ器官がある例も知られる。原生生物に見られる類似の働きを持つ細胞器官に収縮胞がある。なお、動物の排出に類する例としては例えば汗や唾液など、上記のような排出物以外にもいくつかあり、それらは別の目的を担う部分もあるが、排出に近い働きも合わせ持つ例が少なくない。しかしそのような分泌腺は普通は排出器とは呼ばない。

### 排出器官と排泄器官の違い
排出と排泄はしばしば同義に使われる。しかし、排出器官と排泄器官は同義ではない。排泄器官を排出器官に当てて使う例もあったが、現在では見られず、上記の意味での器官は排出器官である。
しかし、「排泄をする器官」という意味での排泄器官はその使用を見ることが珍しくない。たとえば肛門や汗腺をこれに当てる例がある。しかし学術的な用法ではない。

## 全体の構成
体内の成分から水分とその他の成分をくみ出すのが目的であるから、一方の末端は循環系や体腔から液体を吸い出す構造がある。この部分には幾つかの形がある。くみ出された液体が尿である。
そこから体外に尿を運ぶための導管があり、これは往々にして輸尿管と言われる。また、場合によっては排出腔の手前にそれを一旦貯蔵する袋状の構造がある場合があり、これを膀胱と言う。

## 腎臓と相同と見られる器官
主要な排出器の形には大きく三つある。

### 原腎管
扁形動物など無体腔や偽体腔の動物に見られるのが原腎管 (protonephridium) である。体外に口を開く細長い管で、体内側の末端は単一あるいは複数の細胞内で終わる。末端部分の細胞が周囲から水分などを吸収し、これを管の中に分泌する。そこには繊毛束があり、液体を体外に向けて送る。この繊毛束が火炎の動くように見えることから、この細胞を炎細胞と言う。
扁形動物ではよく発達し、体内に多くの枝を出して全身に広がる。渦虫類ではそれらは主な管を左右一対持って腹面に排出腔をもっていたり、体の側面に対をなして排出口を持っていたりと多様である。吸虫類では総排出腔にその口を開く。その手前でぼうこうを持つ例もある。
その他、紐形動物などは体側面に出口があるタイプ、輪形動物などは総排出腔に出るタイプである。また環形動物などの場合は幼生にこれが見られる。
この器官は主として水分の排出を行っており、老廃物の放出にはあまり役だっていないとの説もある。

### 腎管
真体腔動物に見られるものが腎管 (nephridium) である。原腎管との違いは管の先端が体腔に開いていることである。典型的なものは環形動物に見られる。この類では、体節制があって、体腔も体節ごとに仕切られている。この体節にそれぞれ一対の腎管がある。体内側の末端は腎口 (nephrostoma) と呼ばれ、屈曲して体側面につながり、そこに開口する。腎口や導管内部に繊毛があって内容物を体外に送り出す。
それ以外の類では、より限られた数の対を持つ例が多い。節足動物では往々に特定の付属肢の基部に開口し、その部位によって触角腺（antennal gland, 甲殻類十脚目）、小顎腺（maxillary gland, その他の甲殻類）、基節腺（coxal gland, 鋏角類）などと言われる。基盤的な昆虫では小顎に唾液腺 (salivary gland) があるが、これは腎管が起源と言われている。

### 腎臓
脊椎動物の排出器である腎臓は、上記のものとはかなり異なった構造をしているが、実際には関連がある構造と考えられる。脊椎動物の排出器の本来の形は体の背中側側面に沿って体の前から後ろまで続くものであったと見られ、現在の腎臓はその後端部だけが発達したものである。
前腎はからだの前の方に生じ、構造的には腎管とほぼ同等である。無顎類は終生これを持つ。中腎はそれより後方に生じて、腎管に似た構造を持つが、それに併せて糸球体があり、マルピーギ小体を形成している。一般魚類や両生類の腎臓はこれである。後腎は多数のマルピーギ小体を含み、もはや体腔に口を開いた部分はない。陸上脊椎動物では前腎と中腎は退化し、後腎だけが残る。

## 分類群に独自の構造
いくつかの分類群では、その群だけに見られる独自の排出器がある。代表的なものにマルピーギ管がある。

### マルピーギ管
昆虫類の場合、腎管由来と思われる付属肢基部のものもあるが、排出器の主力はマルピーギ管である。これは消化管のやや後方につながる細長い管状の器官で、二本程度のものから数十本を持つものもある。形は単純な管であるが、体内側の半分が上管といい、体液中から尿酸カリウムを吸収する。消化管側を下管といい、ここで尿酸を結晶化して直腸へ送る。
他に多足類もこれを持っている。鋏角類にもこれに類する基節腺があるが、発生的な起源は異なるようである。

## 生殖系との関連
脊椎動物の場合、泌尿器系と生殖系は結び付いて泌尿生殖器系と呼ばれる。これは体腔内に口を開き、体外に出口を持つ排出系が体腔内で形成されて体外に出る必要のある生殖細胞の通り道として転用されたことに基づくと考えられる。同様の例が他の動物にも見られる例がある。